# San Diego Open 2023 - Qualificazioni singolare
Le qualificazioni del singolare del San Diego Open 2023 sono state un torneo di tennis preliminare per accedere alla fase finale della manifestazione svolte dal 9 al 10 settembre 2023. Le vincitrici dell'ultimo turno sono entrate di diritto nel tabellone principale. In caso di ritiro di una o più giocatrici aventi diritto a queste sono subentrati le lucky loser, ossia le giocatrici che hanno perso nell'ultimo turno ma che avevano una classifica più alta rispetto alle altre partecipanti che avevano comunque perso nel turno finale.

## Teste di serie
1. Kateřina Siniaková (primo turno)
2. Emma Navarro (qualificata)
3. Camila Osorio (qualificata)
4. Claire Liu (ultimo turno)
5. Magdalena Fręch (qualificata)
6. Aljaksandra Sasnovič (qualificata)

1. Kayla Day (ultimo turno)
2. Madison Brengle (primo turno)
3. Caroline Dolehide (primo turno)
4. Storm Hunter (primo turno)
5. Iryna Šymanovič (ultimo turno)
6. Hailey Baptiste (ultimo turno)

## Qualificate
1. Louisa Chirico
2. Emma Navarro
3. Camila Osorio

1. Clervie Ngounoue
2. Magdalena Fręch
3. Aljaksandra Sasnovič

## Tabellone

### Legenda
| - Q = Qualificato - WC = Wild card - LL = Lucky loser | - ALT = Alternate - SE = Special Exempt - PR = Protected Ranking | - w/o = Walkover - r = Ritirato - d = Squalificato |

### Sezione 1
|  | Primo turno | Primo turno        | Primo turno       | Primo turno | Primo turno |  |  | Ultimo turno | Ultimo turno   | Ultimo turno | Ultimo turno | Ultimo turno |  |
|  |             |                    |                   |             |             |  |  |              |                |              |              |              |  |
|  | 1           | Kateřina Siniaková | 2                 | 6           | 4           |  |  |              |                |              |              |              |  |
|  |             | Renata Zarazúa     | 6                 | 4           | 6           |  |  |              | Renata Zarazúa | 3            | 6            | 4            |  |
|  |             | Louisa Chirico     | Louisa Chirico    | 7           | 6           |  |  |              | Louisa Chirico | 6            | 3            | 6            |  |
|  | 9           | Caroline Dolehide  | Caroline Dolehide | 64          | 2           |  |  |              |                |              |              |              |  |

### Sezione 2
|  | Primo turno | Primo turno     | Primo turno     | Primo turno | Primo turno |  |  | Ultimo turno | Ultimo turno    | Ultimo turno    | Ultimo turno | Ultimo turno |  |
|  |             |                 |                 |             |             |  |  |              |                 |                 |              |              |  |
|  | 2           | Emma Navarro    | Emma Navarro    | 6           | 6           |  |  |              |                 |                 |              |              |  |
|  | WC          | Yasmine Kabbaj  | Yasmine Kabbaj  | 1           | 2           |  |  | 2            | Emma Navarro    | Emma Navarro    | 6            | 6            |  |
|  |             | Katrina Scott   | Katrina Scott   | 3           | 3           |  |  | 11           | Iryna Šymanovič | Iryna Šymanovič | 3            | 1            |  |
|  | 11          | Iryna Šymanovič | Iryna Šymanovič | 6           | 6           |  |  |              |                 |                 |              |              |  |

### Sezione 3
|  | Primo turno | Primo turno           | Primo turno           | Primo turno | Primo turno |  |  | Ultimo turno | Ultimo turno  | Ultimo turno | Ultimo turno | Ultimo turno |  |
|  |             |                       |                       |             |             |  |  |              |               |              |              |              |  |
|  | 3           | Camila Osorio         | Camila Osorio         | 6           | 6           |  |  |              |               |              |              |              |  |
|  |             | Jamie Loeb            | Jamie Loeb            | 1           | 2           |  |  | 3            | Camila Osorio | 5            | 6            | 6            |  |
|  |             | María Herazo González | María Herazo González | 1           | 3           |  |  | 7            | Kayla Day     | 7            | 4            | 3            |  |
|  | 7           | Kayla Day             | Kayla Day             | 6           | 6           |  |  |              |               |              |              |              |  |

### Sezione 4
|  | Primo turno | Primo turno      | Primo turno      | Primo turno | Primo turno |  |  | Ultimo turno | Ultimo turno     | Ultimo turno     | Ultimo turno | Ultimo turno |  |
|  |             |                  |                  |             |             |  |  |              |                  |                  |              |              |  |
|  | 4           | Claire Liu       | 4                | 6           | 6           |  |  |              |                  |                  |              |              |  |
|  | WC          | Alyssa Ahn       | 6                | 1           | 2           |  |  | 4            | Claire Liu       | Claire Liu       | 4            | 2            |  |
|  | WC          | Clervie Ngounoue | Clervie Ngounoue | 7           | 6           |  |  | WC           | Clervie Ngounoue | Clervie Ngounoue | 6            | 6            |  |
|  | 10          | Storm Hunter     | Storm Hunter     | 63          | 4           |  |  |              |                  |                  |              |              |  |

### Sezione 5
|  | Primo turno | Primo turno         | Primo turno         | Primo turno | Primo turno |  |  | Ultimo turno | Ultimo turno    | Ultimo turno | Ultimo turno | Ultimo turno |  |
|  |             |                     |                     |             |             |  |  |              |                 |              |              |              |  |
|  | 5           | Magdalena Fręch     | Magdalena Fręch     | 6           | 6           |  |  |              |                 |              |              |              |  |
|  |             | Julija Starodubceva | Julija Starodubceva | 1           | 3           |  |  | 5            | Magdalena Fręch | 6            | 64           | 6            |  |
|  |             | Victoria Hu         | Victoria Hu         | 4           | 0           |  |  | 12           | Hailey Baptiste | 4            | 7            | 4            |  |
|  | 12          | Hailey Baptiste     | Hailey Baptiste     | 6           | 6           |  |  |              |                 |              |              |              |  |

### Sezione 6
|  | Primo turno | Primo turno          | Primo turno          | Primo turno | Primo turno |  |  | Ultimo turno | Ultimo turno         | Ultimo turno         | Ultimo turno | Ultimo turno |  |
|  |             |                      |                      |             |             |  |  |              |                      |                      |              |              |  |
|  | 6           | Aljaksandra Sasnovič | Aljaksandra Sasnovič | 6           | 6           |  |  |              |                      |                      |              |              |  |
|  | WC          | Eryn Cayetano        | Eryn Cayetano        | 1           | 4           |  |  | 6            | Aljaksandra Sasnovič | Aljaksandra Sasnovič | 6            | 6            |  |
|  |             | Varvara Lepchenko    | 2                    | 6           | 7           |  |  |              | Varvara Lepchenko    | Varvara Lepchenko    | 3            | 2            |  |
|  | 8           | Madison Brengle      | 6                    | 4           | 5           |  |  |              |                      |                      |              |              |  |